# Антепендій
Антепе́ндій або антепе́ндіум (лат. antependium — «те, що висить спереду») — передня частина вівтаря (часто менси) у римо- або греко-католицькому храмі. Має вигляд дерев'яної (часто різьбленої) або мармурової стінки. Пізніше антепендієм також стали називати виготовлене з тканини, дерева або тисненої шкіри покриття чільного боку вівтарного столу, яке символізувало погребальний саван Ісуса Христа. Відомими майстрами, які виготовляли різьблені антепендії, були Йоган Георг Пінзель та його учні. Кілька їх робіт збереглось, багато (зокрема, з костелу Внебовзяття Пресвятої Діви Марії в Бучачі) вважаються втраченими, однак збереглись їх світлини.

### Світлини

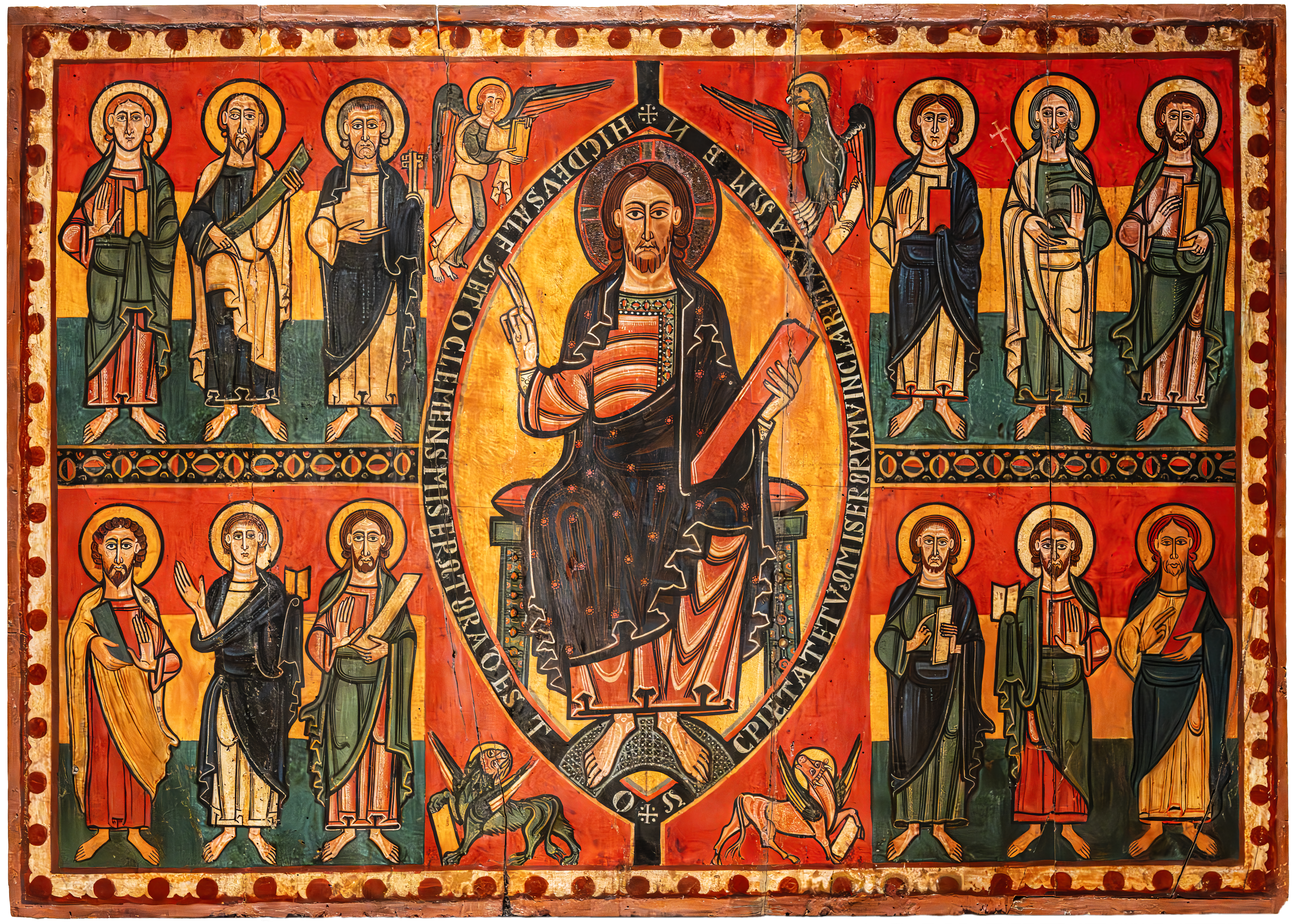
Антепендіум Есквіуса з XII століття Національний музей мистецтва Каталонії
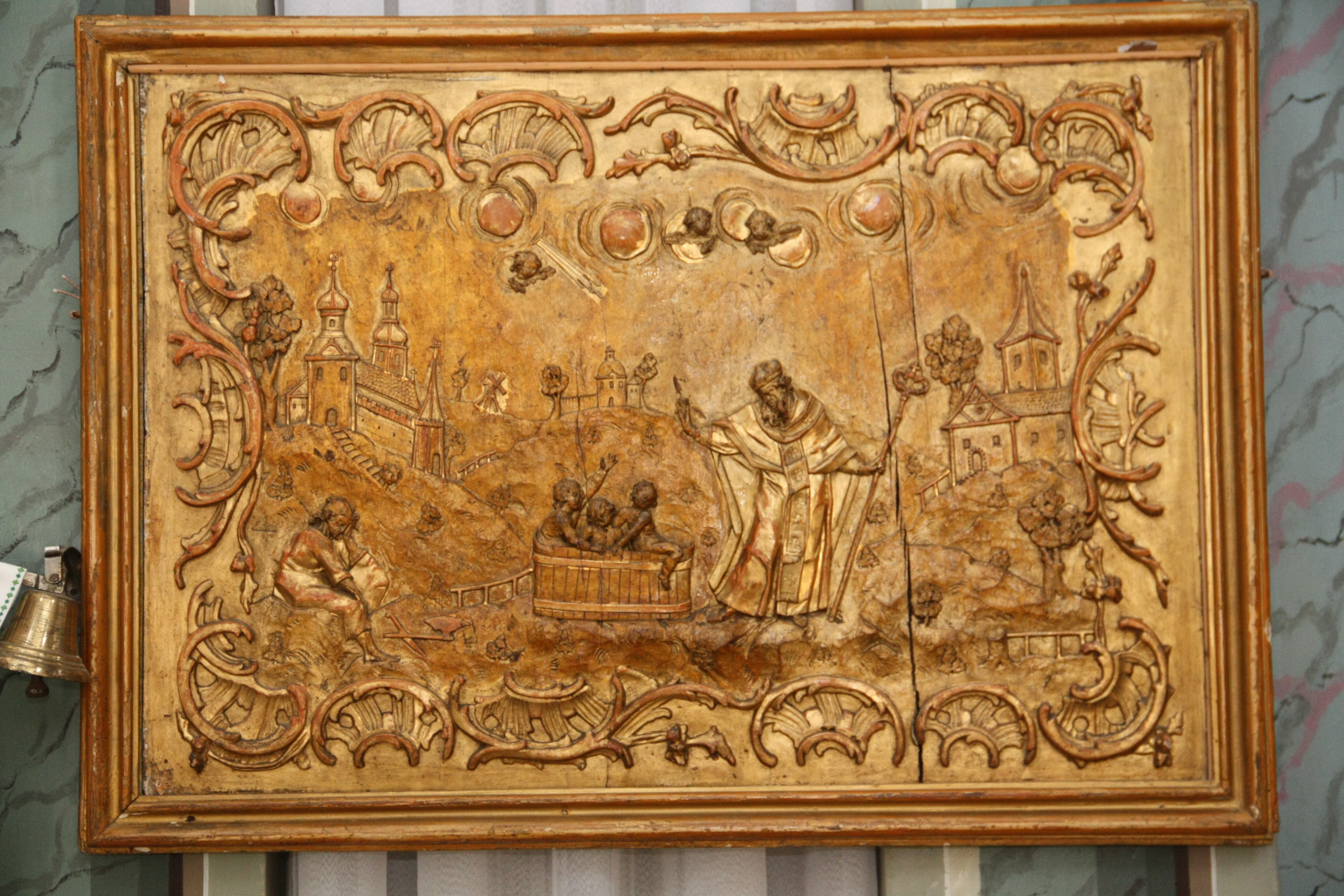
Церква Покрови Пресвятої Богородиці (Бучач)
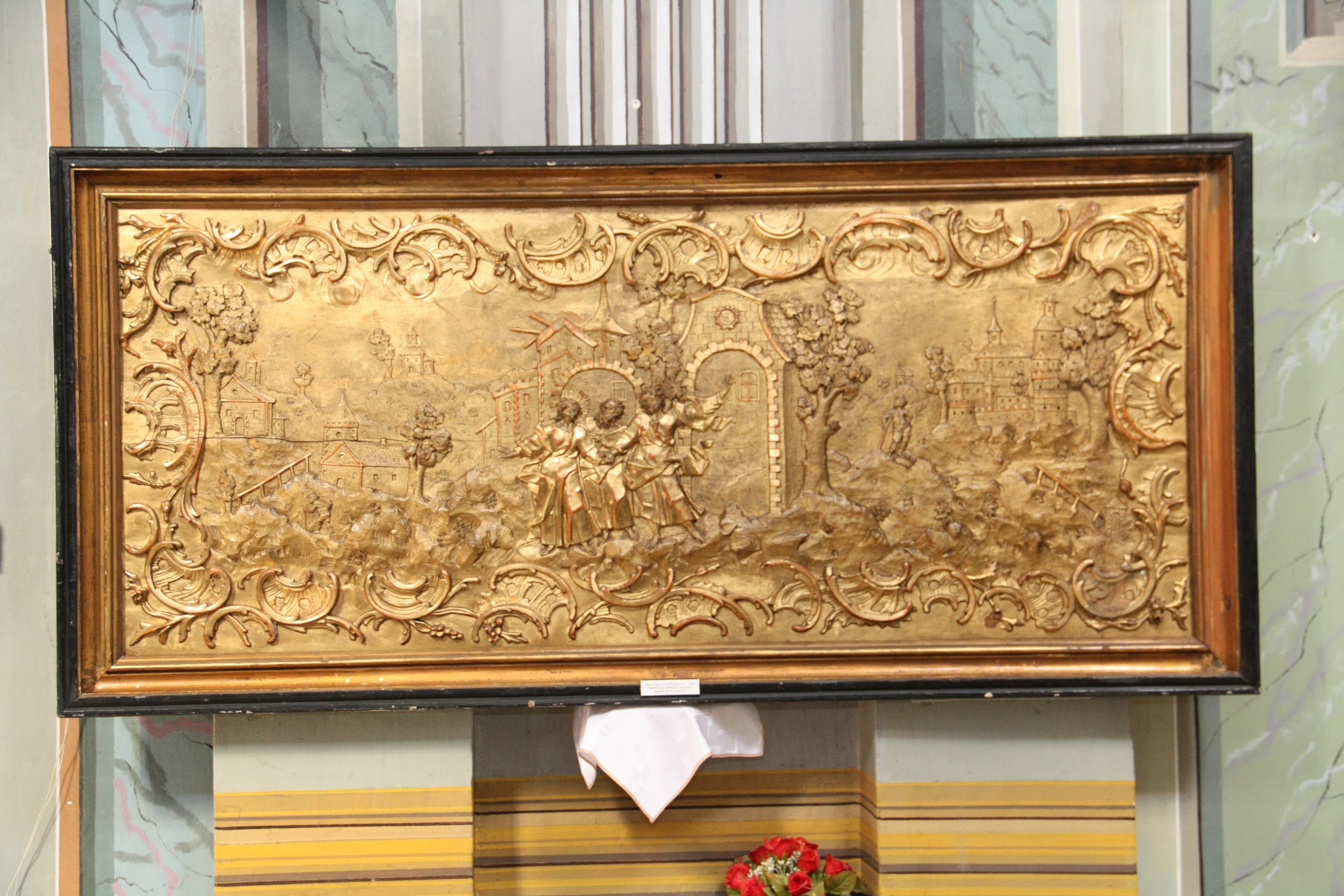
Церква Покрови Пресвятої Богородиці (Бучач)
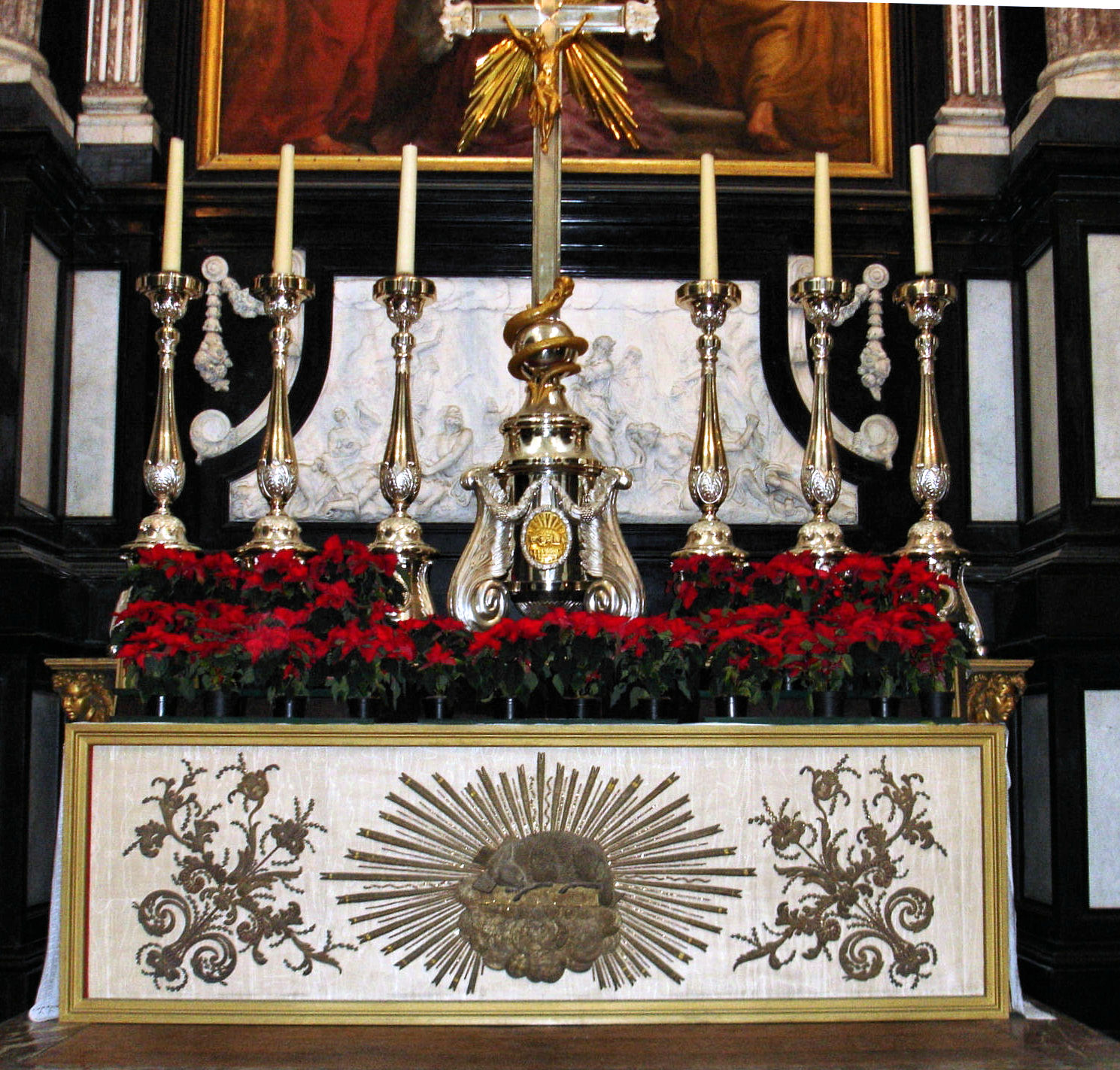
Катедра, Антверпен